# 리틀콜로라도강

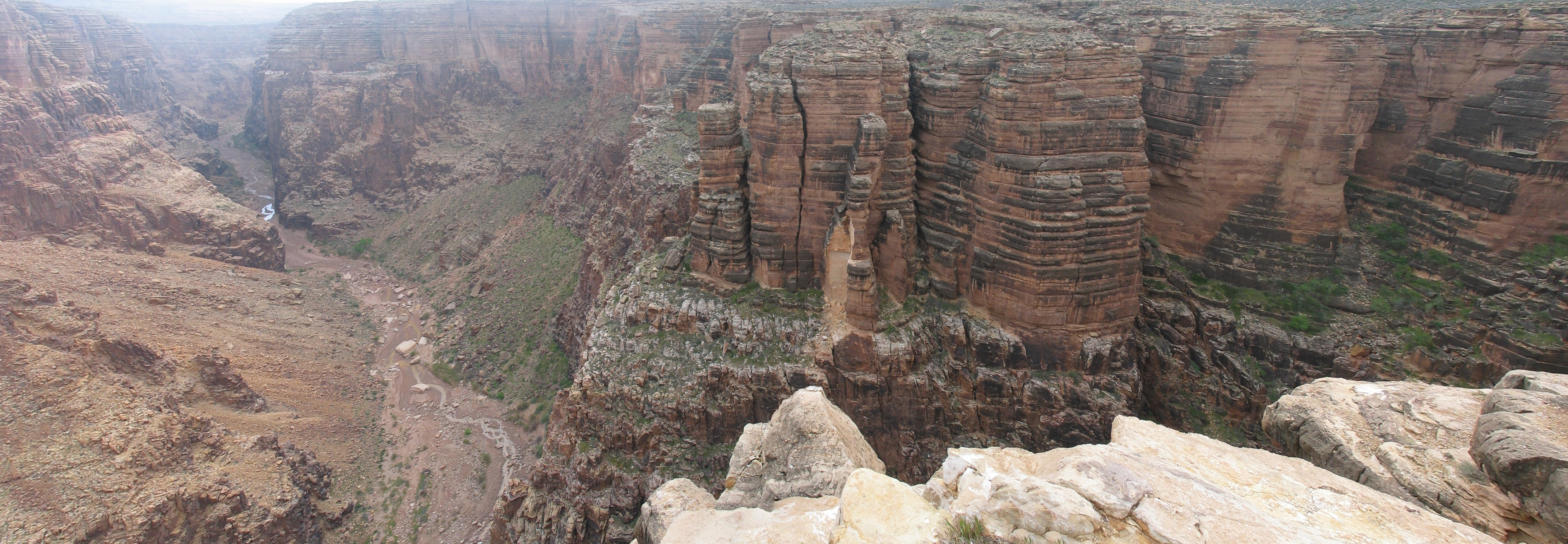
리틀콜로라도강

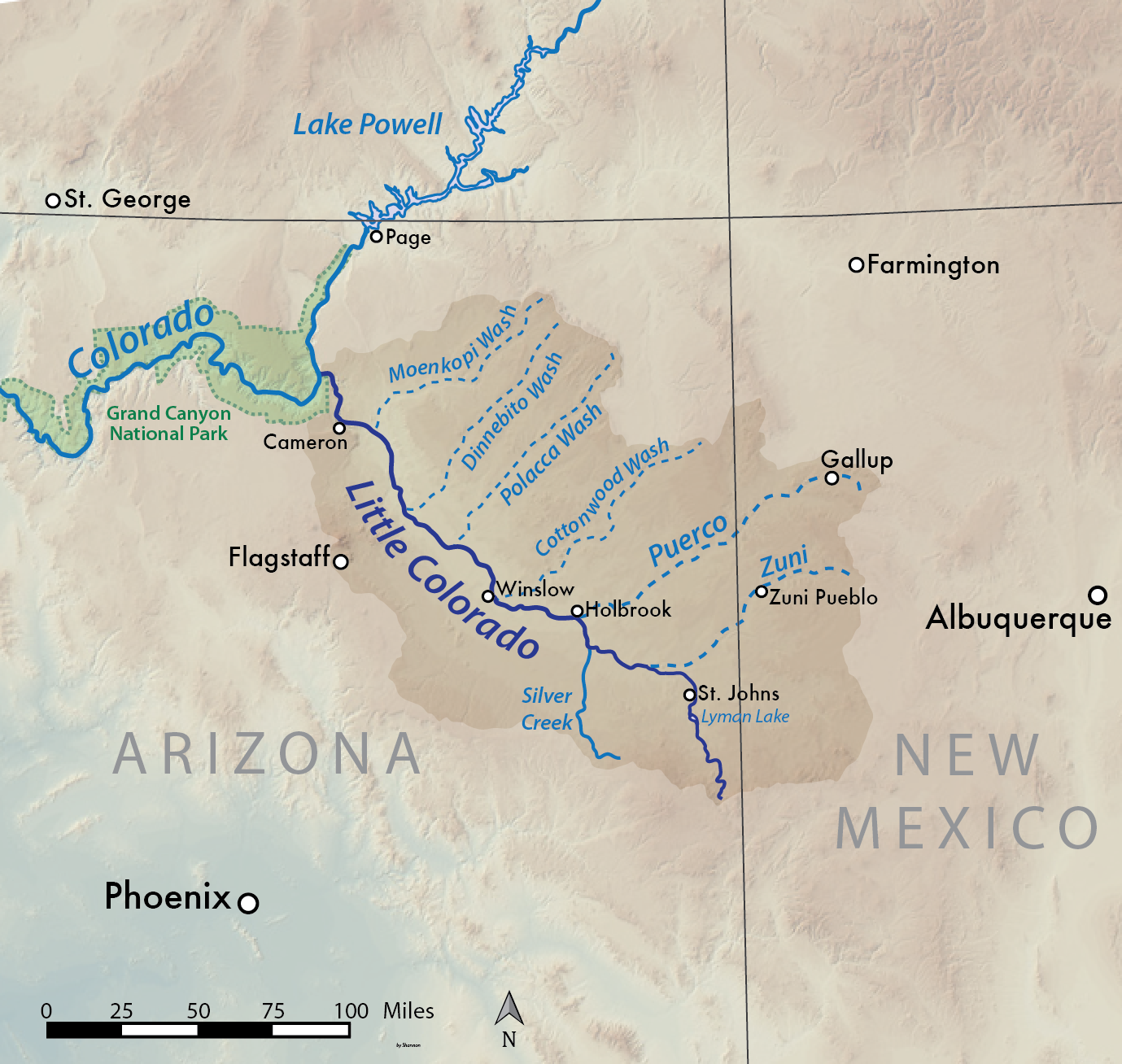

리틀콜로라도강(Little Colorado River)은 콜로라도강의 지류로서, 애리조나주에서 약 507km정도로 이어진 강이다. 이 강은 애리조나주의 아파치 카운티 남동부와 세인트 존스, Holbrook, 윈슬로 마을을 가고 그랜드 캐년에서 약 113km 정도 있는 Flagstaff의 북쪽에서 콜로라도강과 합류한다.